# Klepp IL
Klepp Idrettslag (kurz: Klepp IL)  ist ein norwegischer Fußballverein aus der Kommune Klepp in Rogaland. Klepp befindet sich 25 km südlich von Stavanger. Die erste Frauenfußball-Mannschaft spielte bis 2021 in der höchsten norwegischen Liga Toppserien, seit 2024 in der dritthöchsten 2. divisjon.

## Geschichte
Klepp IL wurde am 1. Oktober 1919 gegründet. Die Frauenfußballmannschaft war 1987 Gründungsmitglied der Toppserien und wurde ihr erster Meister. Das Double wurde allerdings verpasst. Im Pokalfinale unterlag man Sprint/Jeløy SK mit 1:2. Zwei Jahre später erreichte man erneut das Pokalfinale und schlug Trondheims-Ørn SK mit 2:1. Es war der letzte Titel für den Club. In den 1990er Jahren rutschte der Verein ab und musste mehrmals um den Klassenerhalt kämpfen. 1996 und 1997 erreichte Klepp IL wieder das Pokalfinale. Beide Male musste man sich Trondheims-Ørn SK geschlagen geben (1996 mit 0:3, 1997 gar mit 1:6). Nach einem Zwischenhoch Ende der 1990er Jahre rutschte der Verein wieder ins Mittelfeld ab. 2006 wurde man nur Vorletzter, die bis dahin schlechteste Platzierung in der Toppserie. Da die Liga aufgestockt wurde, musste die Mannschaft in die Relegation und schaffte doch noch den Klassenerhalt.
In der Folge stabilisierten sich die Leistungen und das Team erreichte regelmäßig Tabellenplätze im gesicherten Mittelfeld. Eine kurze erfolgreiche Phase gab es in den Jahren 2017 (4.) bis 2019 (3.), mit einer Vizemeisterschaft 2018. Zwei Jahre später, 2021, folgte der Abstieg in die 1. divisjon, 2023 der erneute Abstieg in die 2. divisjon.
Die Männermannschaft von Klepp IL spielte 2023 in der 4. divisjon, der fünfthöchsten Spielklasse.
Gespielt wird im Klepp Stadion. Die Vereinsfarben sind Grün und Weiß.

## Spielerinnen
- Lene Espedal (2000–2004, 2007–2008), 1 Länderspiel
- Sissel Grude (1984–1989), 14 Länderspiele
- Birthe Hegstad (1989–1992), 84 Länderspiele.
- Ane Stangeland Horpestad (19??–1997) Jugend, (1997–2005, 2007–2008), 107 Länderspiele.
- Dagny Mellgren (1996–1998, 2004–2005), 95 Länderspiele.

## Erfolge
- Norwegischer Meister 1987
- Norwegischer Pokalsieger 1989

## Andere Abteilungen
Neben der Fußballabteilung werden die Sportarten Handball, Leichtathletik, Orientierungslauf und Turnen angeboten. Der Turner Åge Sturhaug ist mit 25 norwegischen Meistertiteln und drei Teilnahmen an den Olympischen Sommerspielen der erfolgreichste und bekannteste Sportler des Vereins.